# جون كوفين
جون كوفين هو قاضي كندي، ولد في 1751، وتوفي في 1838.